# Braunbauchsylvietta

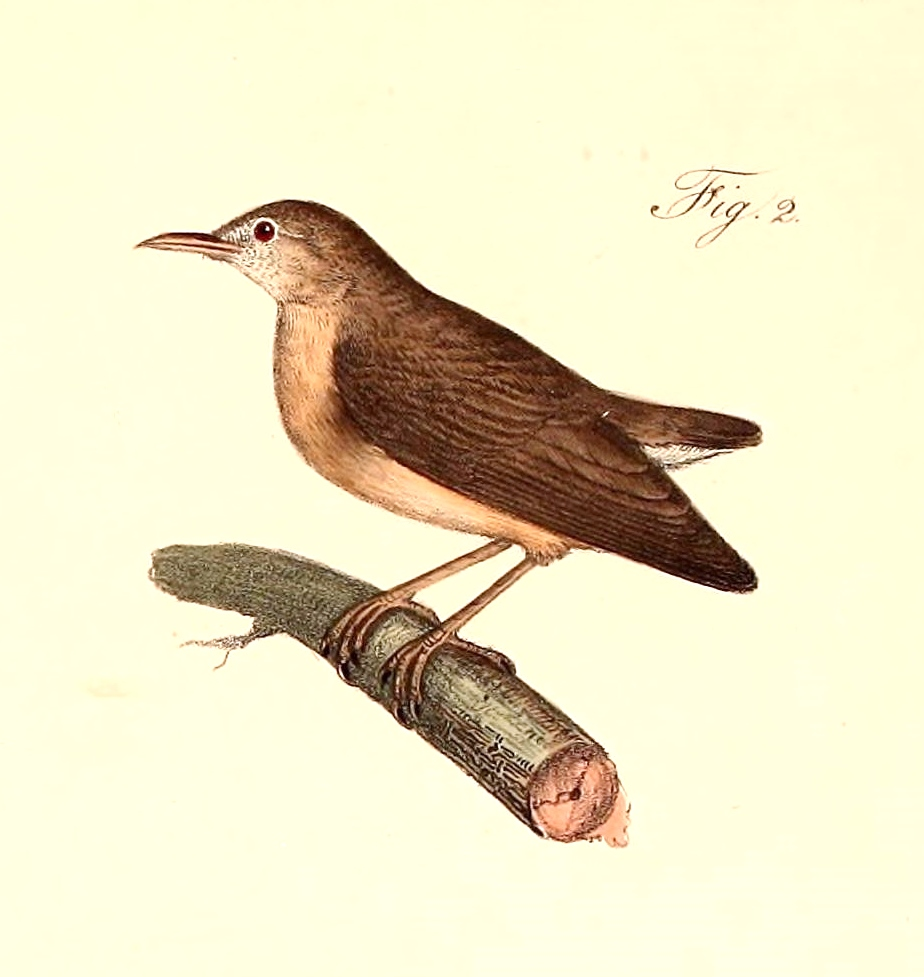
Braunbauchsylvietta, Illustration

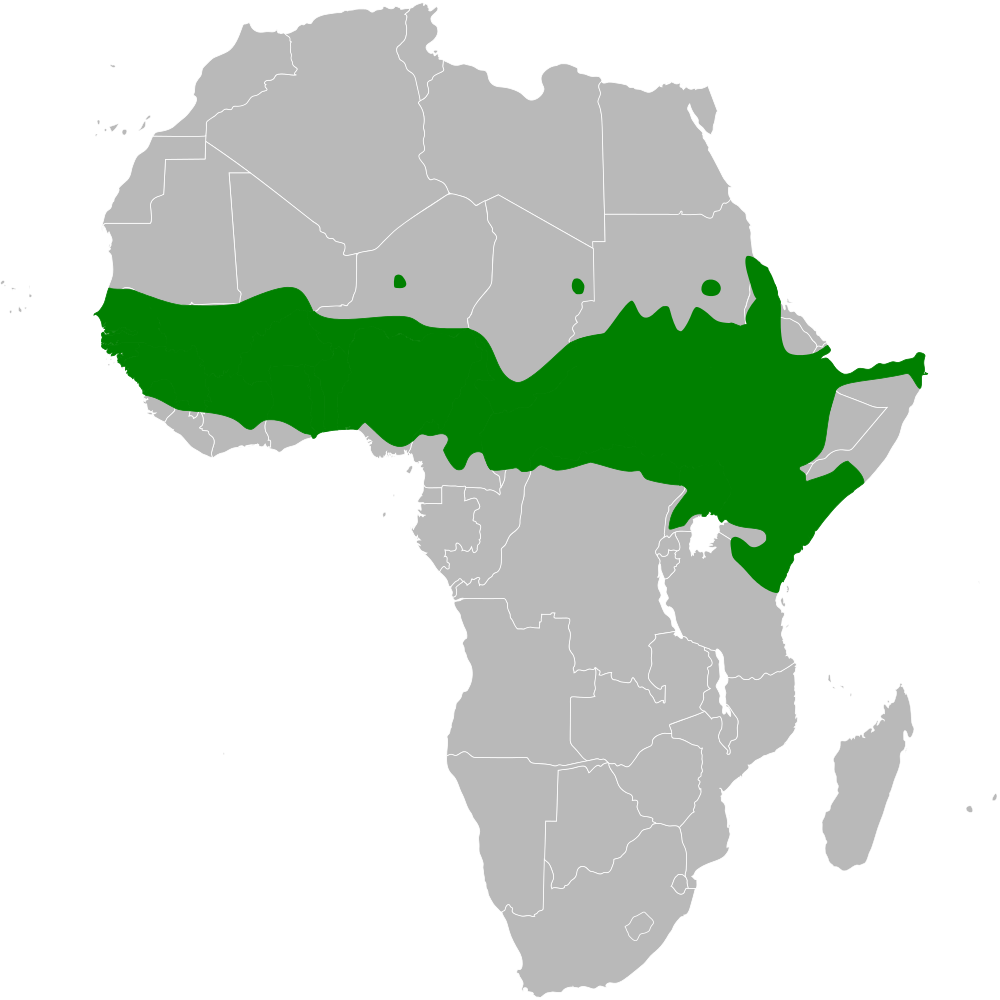
Verbreitungsgebiet der Braunbauchsylvietta

Die Braunbauchsylvietta (Sylvietta brachyura) ist ein 9 Zentimeter großer Vertreter aus der Ordnung der Sperlingsvögel, der in Afrika südlich der Sahara weit verbreitet ist.  

## Aussehen
Die Vögel haben ein dunkelbraunes, bei manchen Unterarten auch graues Rückengefieder. Der Bauch ist hellbraun bis weiß gefärbt. Der Schnabel ist braun oder schwarz und die Füße sind braun. Der Schwanz ist sehr kurz.  Die Vertreter, welche in Zentralafrika vorkommen, haben eine heller gefärbte Bauchunterseite als Vertreter, die in Ostafrika vorkommen. Das Körpergewicht der Vögel liegt zwischen 5 und 20 Gramm.     

## Verbreitung und Lebensraum
Diese Art kommt in  Akazienwäldern und dem Buschland in Afrika südlich der Sahara vor. 

## Lebensweise
Die Vögel leben paarweise zusammen. Bei der Suche nach Insekten klettern die Vögel auf den Stämmen von Dornenbäumen herum. Die Vögel sind sehr territorial und dulden keine Anwesenheit fremder Artgenossen in ihrem Revier.   

## Fortpflanzung
Die Vögel bauen kleine, kugelförmige Nester aus Gräsern, welche sie in Buschwerk verstecken. Das Weibchen legt 2 bis 7 Eier, die bis zu 2 Wochen bebrütet werden. Die Nestlingszeit der Jungvögel, welche von beiden Elterntieren versorgt werden,  beträgt bis zu 15 Tage.

## Gefährdung
Da diese Art weit verbreitet ist und keinerlei Gefährdungsmerkmale bekannt sind, stuft die IUCN diese Art als (Least Concern) nicht gefährdet ein.